# Нива (Кічменгсько-Городецький район)
Ни́ва (рос. Нива) — присілок у складі Кічменгсько-Городецького району Вологодської області, Росія. Входить до складу Кічмензького сільського поселення.

## Населення
Населення — 7 осіб (2010; 15 у 2002).
Національний склад (станом на 2002 рік):
- росіяни — 100 %